# Оберфёрстхен
Оберфёрстхен или Го́рня-Борщ (нем. Oberförstchen; в.-луж. Hornja Boršć) — деревня в Верхней Лужице, Германия. Входит в состав коммуны Гёда района Баутцен в земле Саксония. Подчиняется административному округу Дрезден.

## География
Соседние деревни: на севере — деревня Тши-Гвезды, на востоке — деревня Счиецы и на юго-западе — деревня Мала-Борщ.

## История
Впервые упоминается в 1362 году под наименованием Furst maior.
С 1934 по 1994 года входила в состав коммуны Кляйнфёрстхен. С 1994 года входит в современную коммуну Гёда.
В настоящее время деревня входит в состав культурно-территориальной автономии «Лужицкая поселенческая область», на территории которой действуют законодательные акты земель Саксонии и Бранденбурга, содействующие сохранению лужицких языков и культуры лужичан.
Исторические немецкие наименования
- Furst maior, 1362
- Magna villa Forst, 1459
- Vorst major, 1519
- Großforst, 1752
- Großförstchen, 1602
- Groß Förstgen, 1759
- Ober Förstgen, 1768

## Население
Официальным языком в населённом пункте, помимо немецкого, является также верхнелужицкий язык.
Согласно статистическому сочинению «Dodawki k statisticy a etnografiji łužickich Serbow» Арношта Муки в 1884 году проживало 89 человек (из них — 71 серболужичанин (80 %)).
| 1834 | 1871 | 1890 | 1910 | 1925 | 2011 | 2016 |
| ---- | ---- | ---- | ---- | ---- | ---- | ---- |
| 122  | 147  | 147  | 169  | 184  | 124  | 122  |